# Vecteur énergétique
Un vecteur énergétique (ou vecteur d'énergie) est une substance ou un support qui peut transporter de l'énergie. Il peut être utilisé pour transférer de la chaleur ou du travail mécanique, ou être utilisé dans des processus physiques ou chimiques.
L'électricité est un vecteur énergétique largement utilisé par les pays industrialisés pour acheminer efficacement l'énergie sous une forme facilement utilisable.
Un vecteur énergétique peut aussi être vu comme un intermédiaire entre une source d'énergie et son utilisation.
Les formes d'énergies primaires, comme les combustibles fossiles, sont des sources d'énergie, mais ne sont pas considérées comme des vecteurs énergétiques, sauf, par extension, certaines énergies fossiles lorsqu'elles sont facilement transportables.

## Vecteurs

### Électricité
L'électricité, ou plus exactement le courant électrique, est le vecteur énergétique le plus utilisé en raison de sa capacité à transporter de l'énergie sur de très grandes distances.

### Mécanique
Les arbres de transmission, les chaines et les courroies sont des dispositifs utilisés comme vecteurs énergétiques à courte distance.
Les fluides peu compressibles permettent également de transférer de l'énergie d'un point à un autre sur de courtes distance, on parle alors de transmissions hydrostatiques.

### Chaleur
Les principaux obstacles à l'utilisation de chaleur proviennent de la dégradation de la qualité lors des conversions ou transformations. La gestion de la température est cruciale, que ce soit dans les échangeurs, lors du transport sous forme de chaleur sensible ou latente, ou encore pendant les phases de stockage et de restitution.
Le transfert d'énergie par chaleur nécessite un support matériel : fluide caloporteur, vapeur ou autre gaz, ainsi que des conduites capables de les faire circuler.

### Air comprimé
Malgré des pertes d'énergie atteignant 80 à 90 %, l'utilisation de l'air comprimé comme vecteur d'énergie sur de faibles distances et pour de faibles puissances offre de nombreux avantages : fiabilité, faible coût, rapport poids/puissance très favorable (ex. : marteau-piqueur, turbine dite « roulette » de dentiste).
L'air comprimé dispense aussi de protections contre les risques de choc électriques, qui conduiraient à des contraintes importantes.

### Hydrogène
Le gaz dihydrogène (H2) est un vecteur énergétique qui n'existe pratiquement pas à l'état naturel sur Terre. Dans la nature, l'hydrogène est souvent combiné à l’oxygène (ex. : dans la molécule d'eau) ou à de longues chaînes carbonées (dans les hydrocarbures). Pour utiliser l’hydrogène, il faut d’abord dépenser de l’énergie pour produire du dihydrogène à partir d’hydrocarbures ou d'eau, avant de récupérer l’énergie via sa combustion dans une pile à combustible ou dans un moteur, par exemple. Il fait l'objet de recherches en tant que moyen de stockage de l'énergie, en particulier pour pallier l'intermittence des énergies renouvelables.

### Ondes électromagnétiques
Les variations de champ électrique et de champ magnétique, selon leur fréquence, sont des vecteurs énergétiques servant dans tous les moteurs électriques (et dans tous les systèmes techniques sophistiqués utilisant l'électricité pour les effets lumineux[pas clair]).

#### Faisceau radiofréquence
De l'énergie peut être transmise par les ondes électromagnétiques à condition d'en maîtriser le faisceau, entre autres grâce à un guide d'ondes. Cette énergie est notamment utilisée par les fours à micro-ondes, les radars et les lasers.